# Слющинська Олександра Володимирівна
Олександра Володимирівна Гривнак, у шлюбі Слющинська (8 квітня 1945, Стратин — 6 вересня 2020, Львів) — українська музикантка, викладачка, співачка, композиторка й керівниця хору. З 1 жовтня 2003 року до 31 серпня 2020 року працювала на посаді керівниці хору учнів молодших класів у Львівській державній дитячій музичній школі № 1 імені Анатолія Кос-Анатольського. 

## Життєпис
Олександра Гривнак народилася 8 квітня 1945 року в селі Стратин Рогатинського району Івано-Франківської області в сім'ї вчителя.
Закінчила Стратинську середню школу, Львівське музично-педагогічне училище імені Філарета Колесси за спеціальністю хорове диригування та поїхала працювати в м. Новий Буг Миколаївської області викладачкою хорових дисциплін, вокального ансамблю та фортепіано в Новобузькому педагогічному училищі. Вищу музично-педагогічну освіту здобула у Миколаївському та Дрогобицькому педагогічних інститутах на музично-педагогічному факультеті, де здобула спеціальність хоровий диригент та викладач хорових дисциплін.

### Творча діяльність
Працювала у Львівській СШ № 87 художньою керівницею школи, у СШ № 51 — учителькою музики і співів, у ДМШ № 6 — викладачкою хорових дисциплін та керівницею вокального ансамблю. Роботу в музичній школі з 1974 до 1990 року поєднувала зі співом у вокально-інструментальному ансамблі «Струмочок» Львівського УТОСУ (товариства сліпих) і допомагала керівнику анмасблю, незрячому музиканту Юліану Вовку, який робив обробки творів і писав свої пісні для «Струмочка». У репертуарі колективу було багато різноманітних творів. Ансамбль здобув звання народного і успішно виступав у багатьох містах України та за кордоном.
У 1990 році на заводі «Конвеєр» Олександра Слющинська створила ансамбль «Рясняночка» і вокальне тріо «Леся, Леся і Орися» (Леся Нарольська, Олександра Слющинська та Орися Юристовська). Тріо — лауреат не тільки вітчизняних фестивалів і конкурсів, а й міжнародних. У його репертуарі було понад 100 пісень різної тематики, різного музичного забарвлення. Щедрими, чарівними голосами і прекрасними тембрами солісток пісні тріо завжди знаходили ключі до людських сердець, зігрівали душі, спонукали людей бути добрішими, повертали їм радість, натхнення і віру в краще майбутнє.

### Педагогічна діяльність

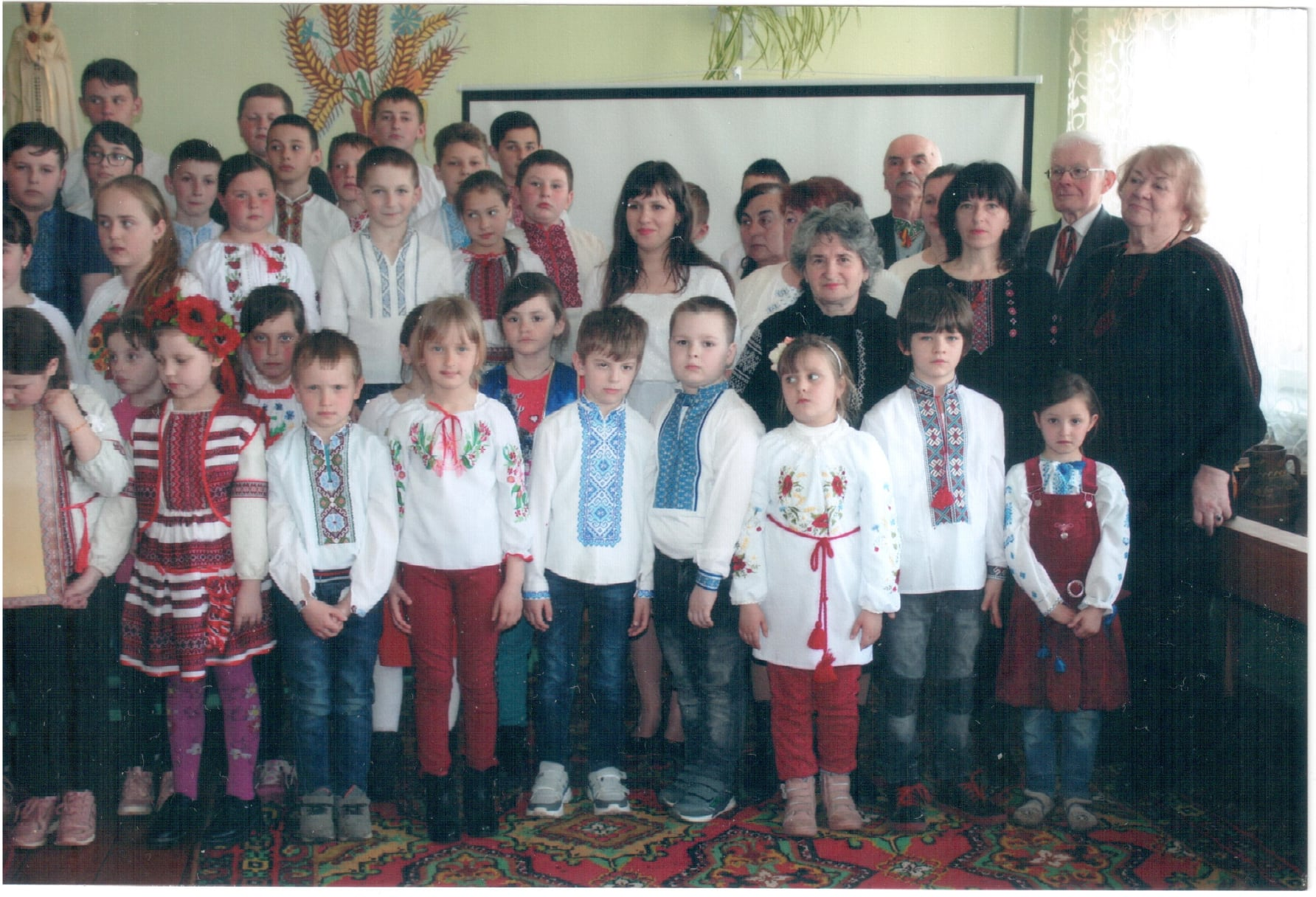
Олександра Слющинська з чоловіком та учнями

У Львівській ДДМШ № 1 ім. А. Кос-Анатольського працювала з 1 жовтня 2003 року до 31 серпня 2020 року на посаді керівниці хору учнів молодших класів. Вона була спеціалісткою вищої категорії, а в 2012 році їй присвоєно звання «Старший викладач». Хор учнів молодших класів (у кількості 100-130 хористів) під керівництвом Олександри Слющинської щороку успішно виступав на творчих звітах у Львівській державній філармонії.
Повагу й захоплення викликав в аудиторії виступ цього колективу. Оплески лунали після виконання кожної пісні. У дитячих серцях пісня залишається назавжди і виховує в них духовність, вчить їх чинити добро, любити батьків і Батьківщину, розвиває добрий художній смак. Олександра Слющинська любила дітей і вміла їх навчити. Діти із задоволенням співали народні, патріотичні, духовні пісні та колядки. Назавжди в пам'яті дітей та викладачів залишиться доброзичлива, усміхнена, глибоко духовна Олександра Володимирівна, яка все своє життя присвятила пісні та хоровій музиці.
Вона — учителька-патріотка, яка вболівала за національне виховання молодого покоління, бо в Україні впродовж останніх років молодь захоплюється чужими низькопробними піснями та музикою.
Працюючи з дітьми та відчуваючи брак пісень із глибоким змістом, Олександра Слющинська видала кілька пісенних збірників на свої слова та слова інших авторів. До найкращих із них належать збірки «Дух України» (на слова Ольги Базалії та Івана Данькевича), «Пісенний віночок» і «Вклонись Україні» на слова самої Олександри Слющинської. Ці збірники пісень є дуже потрібними, особливо в наш тривожний час, бо вони вчать дітей любити Бога, Україну, батьків і наші традиції та обряди.

### Особисте життя

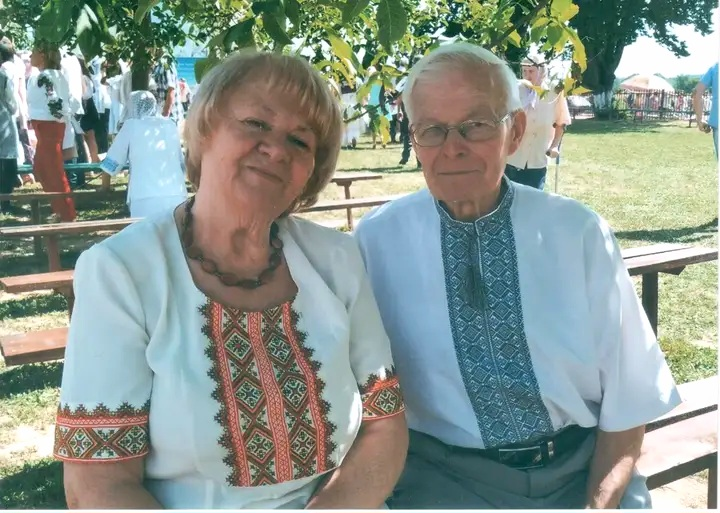
Олександра Слющинська та Володимир Слющинський

З 1968 року працювала у Самбірському культ-освітньому училищі Львівської області викладачкою баяна та диригування, де познайомилась з Володимиром Слющинським (рідним братом науковця і поета Богдана Слющинського). Володимир Слющинський також викладав в училищі. У 1969 році одружилася з ним. А в 1970 році, після народження дитини, подружжя переїхало в місто Львів. Була щасливою, маючи дочку, сина, онучок і внуків.
Померла 6 вересня 2020 року.